# イ・レ
イ・レ（韓国語：이레、2006年3月12日 - ）は、大韓民国の女優である。

## 出演

### 映画
- ソウォン/願い（2013年）- ソウォン役[1]
- 犬どろぼう完全計画（2014年）- ジソ役[2]
- 戦場のメロディ（2016年）- スニ役[3]
- 君の名は。（2017年）- 四葉役（韓国語吹き替え版）[4]
- 7年の夜（2018年）- オ・セリョン役
- 証人（2019年）- キャンヒ役
- ガールコップス（2019年）- 少女時代のチョ・ジヘ役
- 新感染半島 ファイナル・ステージ（2020年）- ファン・ジュン役[5]

### ドラマ
- 追跡者（2012年、SBS）- スンウン役
- オ・ジャリョンが行く（2012年、MBC）- キム・ビョル役
- パパはスーパースター⁉（2015年、tvN）- チャ・サラン役[6][7]
- 六龍が飛ぶ（2015年、SBS）- 少女時代のブニ役[8]
- 帰ってきて ダーリン！（2016年、SBS）- キム・ハンナ役[9]
- 魔女の法廷（2017年、KBS2）- 少女時代のイドゥム役
- ラジオロマンス（2018年、SBS）- 少女時代のグリム役
- アルハンブラ宮殿の思い出（2018年、tvN）- チョン・ミンジュ役[10]
- スタートアップ：夢の扉（2020年、tvN）- 少女時代のインジェ役
- こんにちは？私だ！（2021年、KBS2）- パン・ハニ役[11]
- ムーブ・トゥ・ヘブン（2021年、Netflix）- チャ・ウンビョル役
- ホームタウン（2021年、tvN）- チョ・ジェヨン役[12]
- 地獄が呼んでいる（2021年、Netflix）- ジン・ヒジョン役[13]
- 無人島のディーバ（2023年、Netflix）-少女時代のソ・モクハ役